# Мелани Чизом
Мелани Џејн Чизом (енгл. Melanie Jayne Chisholm), позната и као Мелани Си (енгл. Melanie C) и Мел Си, енглеска је певачица и музичарка. Прославила се 1996. године као Спорти Спајс у женској групи Спајс герлс, али и као соло певачица, 1999. године. Мелани Си је на другом месту по броју синглова - једанаест - број један на УК листи, одмах иза Мадоне. Током своје каријере, била је номинована за познате награде BRIT и ECHO, продала је преко пет милиона албума и десет милиона синглова широм планете, и она је, од свих Спајсица, највише успела у соло каријери.

## Спорти Спајс
Детаљније на: Спајс герлс
1994. године, Мелани одлази у Лондон на кастинг за женску групу. Заједно са Викторијом Адамс, Мелани Браун, Џери Халивел и Мишел Стивенсон оснива бенд Тач (Touch, енг. Додир). Али, Стивенсонова напушта групу, а на њено место долази Ема Бантон. Девојке живе заједно, пишући песме и вежбајући кореографије.
1996. године, група потписује свој први уговор са издавачком кућом Virgin Records из САД. Ипак, договорено је да група снима у Лондону. За њиховог менаџера изабра је Сајмон Фулер. Он Тач преименује у Спајс герлс (Spice Girls). Први сингл Спајсица, "Wannabe", појављује се 4. јуна 1996. Група постиже интернационални успех, и Спајсице постају праве звезде. Захваљујући својим вокалним способностима, Мел Си постаје једна од најзаступљенијих чланица. Њен глас био је препознатљив за Спајс Герлс. Због свог спортског имиџа, Мел добија надимак Спорти Спајс (енгл. Sporty Spice). У новембру 1996. излази цео албум Спајс, који у Европи осваја 8 Платинастих плоча, а у САД 7.
1997. године, излази други албум Спајсица, Spiceworld. Такође, снимају филм Spiceworld: The Movie за који су Спајсице 1998. добиле награду „Златна малина“, за најгоре глумице у години. Упркос томе, филм је зарадио 75 милиона долара.
1998. године, Џери Халивел напушта бенд. Иако Спајсице тврде да Џери оодлази због „непремостивих разлика између ње и осталих чланица“, круже трачеви да се Џери заправо посвађала са Мел Би. Спајсице постају четворка усред турнеје, коју су завршиле без Џери. Изгледало је као да је то крај. Остале чланице су се на неко време разишле свака на своју страну, запоставивши рад на групи, иако је 1998. по броју награда била њихова најбоља година. Мел Си је 1999. снимила песму "When You're Gone" са канадским певачем Брајаном Адамсом.
У новембру 2000. излази албум Forever, у чијем су раду учествовале Мел Си, Ема, Викторија и Мел Би. Синглови са албума су били "Holler" и "Let Love Lead the Way". Планирана су још ти сингла ("If You Wanna Have Some Fun", "Tell Me Why" и "Weekend Love"), али они никада нису званично објављени. После краћег успеха трећег албума, Спајсице у фебруару 2001. најављују растанак, који се тада и дешава.

### Повратак
2007. године, Спајсице су се поново ујединиле, издале компилацију хитова The Greatest Hits. На компилацији су се нашле и две нове песме, "Headlines (Friendship Never Ends)" и "Voodoo". Турнеја The Return of the Spice Girls почела је 2. децембра 2007. године у Ванкуверу, Канада, и траје и даље. Потражња је велика, па се нови датуми стално додају. Мелани је прославила свој 34. рођендан на концерту 12. јануара у хали „О2" у Лондону. На сцени се појавила велика торта, а Мелани Си је одувала свећице пред свим фановима. Турнеја је завршена 28. фебруара 2008. године, у канадском граду Торонту.

## Соло каријера

### Сарадња са Virgin Recors (1999-2003)
Прва два албума, Мелани Си је радила са издавачком кућом Virgin Records, са којом је радила и као Спорти Спајс, а онда је сарадњу 2004. године наставила са Red Girl Records. У соло каријери, и даље се представљала као Мелани Си, јер је то име под којим је већина људи и зна.
Крајем 1999. излази Меланин први соло албум, Northern Star. Албум је имао 12 песама, од којих је 5 издато као сингл. То су биле песме: "Going Down", "Northern Star", "Never Be The Same Again", "I Turn to You" и "If That Were Me". "Never Be The Same Again" и "I Turn to You" су били хитови број један на УК листи. "Never Be The Same Again" Мелани Си је урадила у дуету са Лисом Лопес, која је имала неколико реп деоница у песми. Овај албум је помало у Р'н'б и денс стилу.
2003. у продаји се појављује Меланин нови албум, Reason, који не пролази тако добро као претходни. Скоро ниједан сингл није ушао у првих десет на УК листи, осим "Here It Comes Again", који се попео на 7. место листе. Синглови са албума били су "Here It Comes Again", "On The Horizon", "Let's Love" и дупли сингл "Melt/Yeh, Yeh, Yeh". На овом албуму, Мел Си се враћа својим поп и рок звуцима.

### Њен лични студио (2003-)
Већи део 2004. године, Мелани Си је потрошила на припремање новог материјала и на уређивање њене музичке куће "Red Girl Records". Студио је добио назив по њеном омиљеном фудбалском тиму, "Ливерпулу“.
Две године касније, 2005, излази њен албум Beautiful Intentions. Синглови су били "Next Best Superstar", "Better Alone" и "First Day of My Life", који је Мелани урадила за насловну нумеру једне британске серије. Иако на листама у Британији у Америци није била запажена, Мелани је и даље „прашила“ на листама у Шведској, Шпанији, Швајцарској, Италији и другим земљама.
Ове, 2007, изашао је њен соло албум This Time. "This Time", "The Moment You Believe", "I Want Candy" и "Carolyna" били су синглови са овог албума, којима је Мелани Си опет скренула пажњу на себе. Овај албум је понајвише у стилу лаког рока. Песма "This Time" заузела је 59. место на УК топ-листи, што је најгори ранк једне Меланине песме икада.
За 2008. годину, Мелани Си планира да сними нови соло албум, који ће се највероватније звати Melanie C. Захваљујући турнеји Повратак Спајс Герлс, Меланин албум This Time постигао је велики успех у Канади, тако да ће Мелани у мају започети турнеју по Канади.

## Приватни живот
Сумња се да је Мелани Си била у вези са певачима Робијем Вилијамсом и Ентонијем Кидисом из бенда Ред Хот Чили Пеперс. Трачарило се да је песма "Emit Remmus" од Пеперса заправо песма Кидиса о његовој вези са Мелани Си. Од 2002. године је у срећној вези са Томасом Старом, са којим живи заједно на једном имању у Кетбруку, Енглеска.
Чизом каже да се, као млада, борила против депресије, као и против поремећаја у исхрани. Позната је по својим тетоважама, и има их укупно једанаест. Последњу је урадила 2007. за време посете Амстердаму. Али, она каже да намерава да неке од њих уклони, јер је подсећају на болне тренутке у њеном животу. Када су је на турнеји Повратак Спајс Герлс питали о њеним тетоважама, рекла је да их неће скидати: „Оне су сада као део мене“.
Уз Викторију Бекам, Мелани Си је највиша Спајсица у бенду Спајс Герлс, што је разлог зашто ниске Спајсице Ема Бантон и Џери Халивел носе платформе или високе штикле када су са осталим Спајсицама.
22. фебруара 2009. године Мелани је родила девојчицу и први пут је у животу постала мајка.